# Рейнеке Михайло Францович
Миха́йло Фра́нцович Ре́йнеке (рос. Михаи́л Фра́нцевич Ре́йнеке, 10 листопада 1801, Ґротґаузенсгоф — 17 квітня 1859, Франкфурт-на-Майні) — російський вчений-гідрограф, віце-адмірал, член-кореспондент Академії наук, член Імператорського Географічного товариства, автор численних праць з гідрографії, астрономії, мореплавства. Найближчий приятель адмірала П. С. Нахімова. Дослідник Білого і Баренцевого морів. 

## Родовід
Рейнеке походять з ліфляндської гілки старовинного саксонського роду. Вони з'явилися у Штаргарді (Померанія), нині — Старгард-Щецинський — у XV ст. Перший представник роду, чиє існування має підтвердження у документальних джерелах — Асмус Рейнеке — згадується, як домовласник і бюргер у 1540 та 1567 р.р. Третій син Асмуса Давид (1580–1622) закінчив Штеттинську гімназію Святої Марії, Кенігсберзький університет і працював у школі Ризького собору, ставши згодом членом колегії школи. Він є родоначальником усіх Рейнеке у Ліфляндії.
Третій син Давида Рейнеке та Маргарети фон Маллен — Франциск (1601–1665) також закінчив Кенігсберзький університет, був наставником принца Якоба Курляндського, пізніше служив суддею у Вандені, був президентом окружного суду та співтовариства бюргерів. Його сини від шлюбу з Хеленою Кіппе поклали початок гілкам роду в Росії. Їхній старший син Давид є прямим предком Михайла Францовича Рейнеке.
Дід Михайла Францовича був виборзьким бургомістром юстиції, пізніше служив у Ризі радником надвірного суду.
Батьки Михайла Францовича — надвірний радник Франц Францович Рейнеке (27.01.1746 — 07.02.1821) та Марфа Василівна з Липовцевих (пом. 23.10.1830), дочка капітана артилерії.

## Рання біографія
Початкову освіту отримав у родинному домі, а у 1812–1814 рр. Навчався у приватному пансіоні Ульріха у Петербурзі. У 1814 р. вступив до Морського кадетського корпусу. На курсі рейнеке навчалося чимало видатних осіб, зокрема, майбутній адмірал, гереой Наваринської та Синопської битв і оборони Севастополя П. С. Нахімов; майбутній російський письменник, лексикограф, етнограф В. І. Даль; майбутні декабристи М. О. Бестужев, Д. І. Завалішин.
У червні 1815 р. склав іспит на гардемарина. 20 січня 1818 р. отримав звання унтер-офіцера, а 9 лютого того ж року — мічмана.

## Історія служби
У Кронштадті був зарахований до третього флотського екіпажу, де став екіпажним ад'ютантом капітан-командора Є. П. Гетцена. У березні 1823 р. отримав звання лейтенанта. У
1824 р. брав участь у плаванні Білим морем на бризі «Кетті» под командуванням Д. А. Демидова з метою вимірювання дна для визначення мілин. Ця експедиція не досягла очікуваних результатів, однак стала для Рейнеке першою практичною школою гідрографії.
У 1826 р. в Архангельську було збудовано бриг «Лапомінка» та дві невеликі шхуни, спеціально призначені для робіт у Білому морі, а 4 березня 1827 р. за пропозицією І. Ф. Крузенштерна М. Ф. Рейнеке було призначено керівником Біломорської експедиції. Протягом наступних шести років він щороку кожне літо проводив у плаванні, здійснюючи гідрографічні дослідження, що закінчилися восени 1832 р. За успішне виконання цих робіт М. Ф. Рейнеке було надано чин капітан-лейтенанта та нагороджено додатковим жалуванням.
У 1833–1852 рр. проводив гідрографічні дослідження Балтійського моря.
У 1840 р. отримав звання капітана I рангу.
6 грудня 1849 р. отримав звання генерал-майора.
30 серпня 1855 р. отримав звання віце-адмірала та був призначений директором Гідрографічного Департаменту, інспектором Корпусу флотських штурманів та головою Морського облікового комітету.

## У відставці
У грудні 1857 р. М. Ф. Рейнеке було звільнено з посади інспектора Корпусу флотських штурманів, а у травні 1858 р. він від'їхав за кордон для лікування.
Літо 1858 р. провів у Швальбаху, у вересні приїхав у Гейдельберг, а у квітні 1859 р. поїхав у Вісбаден. 16 квітня прибув у Франкфурт-на-Майні, де і помер наступного дня.

## Наукові досягнення

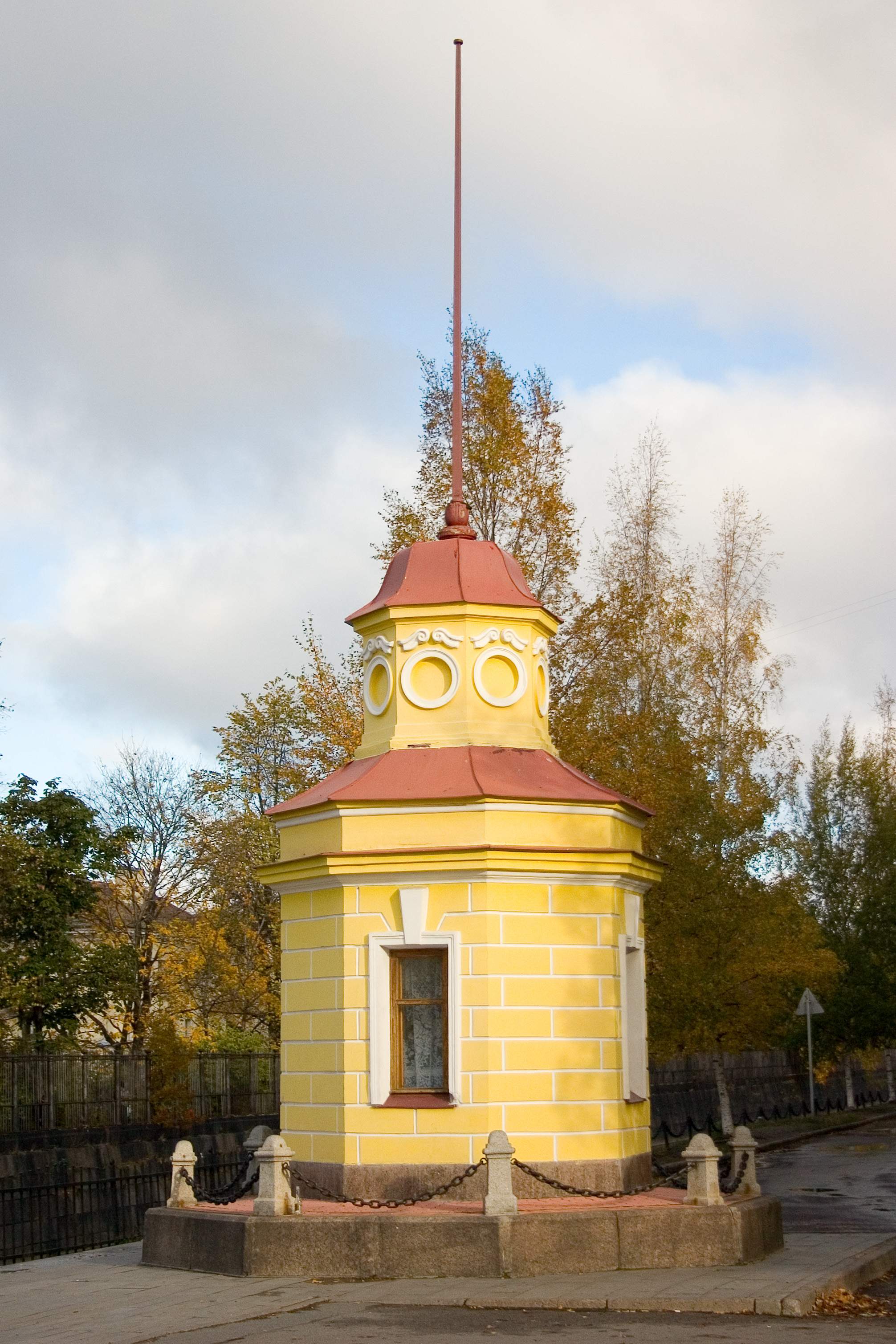
Будівля мареографу Кронштадського фудштока

За результатами Біломорських експедицій 1826–1832 рр. Рейнеке склав у 1833–1834 рр. «Атлас Белого моря и Лапландского берега», який вийшов друком у двох томах в 1843 та 1850 рр. під назвою «Гидрографическое описание северного берега России, составленное кап.-лейт. М. Рейнеке». За ці твори отримав від Імператорської академії наук повну Демидівську премію.
На підставі п'ятнадцятирічних кропітких спостережень визначив середній рівень моря та наніс позначку на граніті Синього мосту, перекинутого через Обвідний канал у Кронштадті. Точність визначення рівня моря у Рейнеке є настільки високою, що з часом Кронштадтський футшток став еталоном і донині є вихідним пунктом нівелювальної мережі для усіх країн колишнього СРСР а також Польщі. Від нуля Кронштадтського футштока відраховуються не лише висоти та глибини. Він є орієнтиром для всіх географічних карт. Орбіти космічних кораблів також визначаються за цією позначкою. Більш пізні багаторічні вимірювання підтвердили точність футштока, потреба у коригуванні не виникла.
За проектом Рейнеке було створено три маяки на Білому морі: на мисі Орлов-Терський, островах Моржовець і Жижгін.
З 1835 р. запровадив у своїй експедиції квадратичний спосіб гідрографічного вимірювання, винайдений одним з його підлеглих офіцерів — лейтенантом Олександром Карловичем Сіденсером.
М. Ф. Рейнеке є автором декількох десятків наукових праць з гідрографії, астрономії, мореплавства.

## Дружба з П.С.Нахімовим
Починаючи з навчання у Морському кадетському корпусі протягом цілого життя М. Ф. Рейнеке залишався найближчим приятелем П. С. Нахімова.
У 1853 р. за порадою лікарів М. Ф. Рейнеке поїхав у Крим, де, зустрівся з П. С. Нахімовим невдовзі після Синопської битви.
У листі до П. С. Нахімова від 19 жовтня 1854 р. М. Ф. Рейнеке, зокрема, писав:
|  | ...Вісті з Севастополя сильно турбують мене - не стільки небезпечним положенням міста, яке з Божою допомогою виправиться, скільки твоя хвацька відвага... З твоїм ім'ям і при твоїх поняттях про обов'язки начальника інакше і бути не може. Але навіщо без потреби вдаватися до найнебезпечніших місць та наражатися на вбивчий вогонь?... Заради Бога, друже мій, бережи себе для загальної користі! Лише ти ще здатен виправити, або принаймні підтримати справи Севастополя... |

До самої загибелі П. С. Нахімова листування між ним та М. Ф. Рейнеке не переривалося.

## Вшанування
На честь Михайла Рейнеке названі острів та селище Японському морі поблизу Владивостока; острів і  затока у північно-західній частині Сахалінської затоки Охотського моря, затока на Новій Землі.